# La legge del perdono
La legge del perdono (La Loi du pardon) è un cortometraggio del 1906 diretto da Albert Capellani.

## Trama
Il marito sorprende la moglie mentre scrive una lettera all'amante; resosi conto dell'infedeltà nei suoi confronti, il marito infuriato chiede il divorzio. Vinta la causa gli viene affidata la bambina che per l'assenza della madre si ammala, il padre allora disperato chiama la sorella per prendersi cura di lei. Un giorno approfittando dell'assenza dell'ex marito la madre entra nella stanza e si precipita in lacrime alle braccia della bambina; la sorella addolorata dalla situazione se ne va ed una volta tornato l'ex marito si accorge che non è sua sorella ma la ex moglie, infuriato si allontana ma la bambina si alza e prende le mani del padre e della madre, li mette insieme e li riconcilia con un sorriso.

## Fonti[1]
- Henri Bouquet: Soggetto nel Supplemento di aprile-maggio 1906
- Susan Dalton: Film Pathé Brothers - Supplemento. Parigi: Pathé, aprile-maggio 1906., p 029-030
- Catalogo, Pathé Brothers Films, Barcellona, 1907, p 116
- Fratelli Pathé: I film di Produzione Pathé (1896-1914), volume 1, p 163
- Film dei fratelli Pathé. Parigi: Pathé, 1907, p 198
- Henri Bousquet, Catalogo Pathé degli anni 1896-1914
- Bures-sur-Yvette, Edizioni Henri Bousquet, 1994-2004

## Proiezioni[1]
1. Empresa Star Company, São Paulo, 3.11.1906